# Lista de geleiras na Noruega

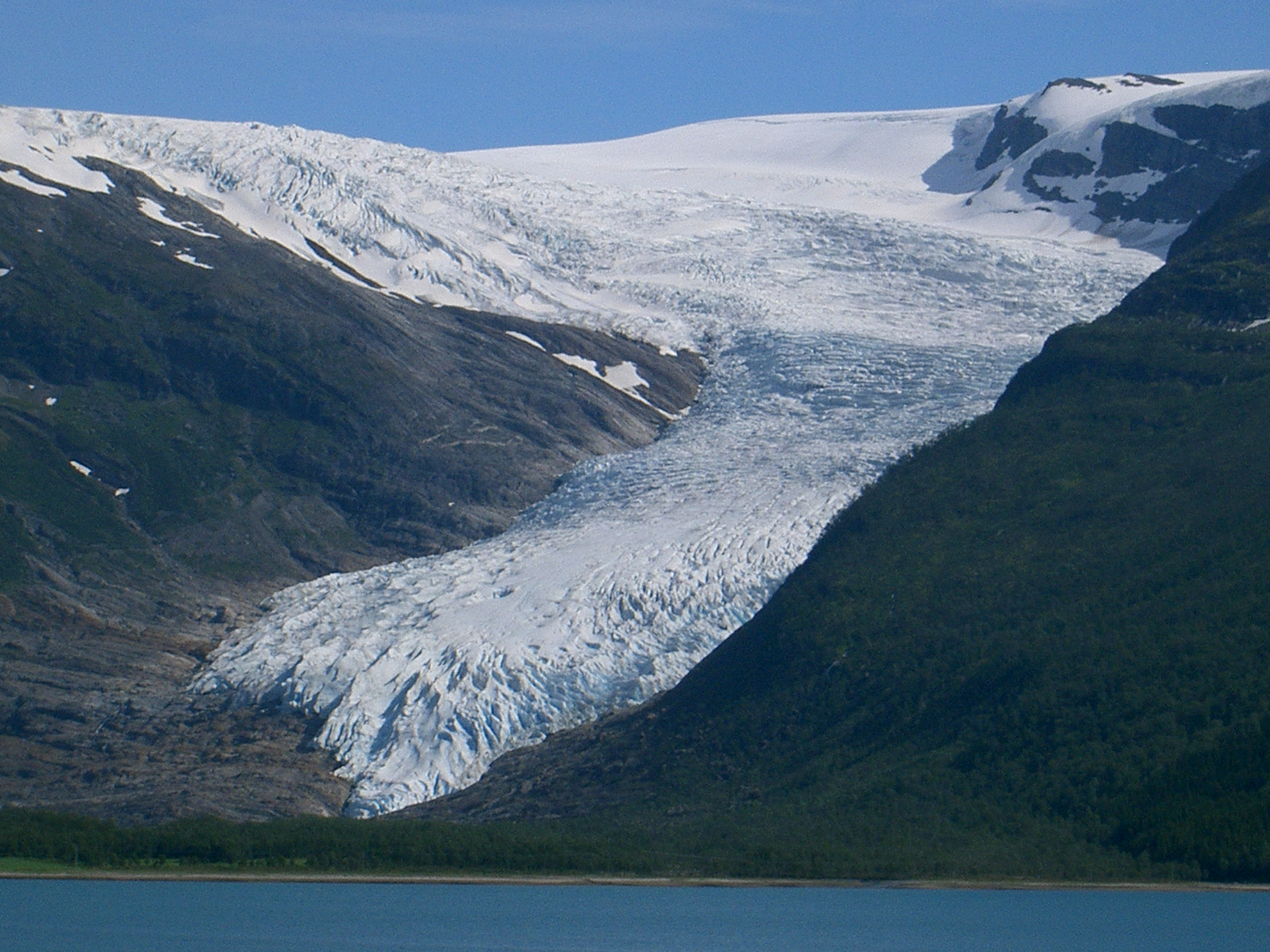
Uma das extensões de Svartisen, Engabreen termina no ponto mais baixo de qualquer geleira no continente europeu, 7 metros acima do nível do mar (em 2004)

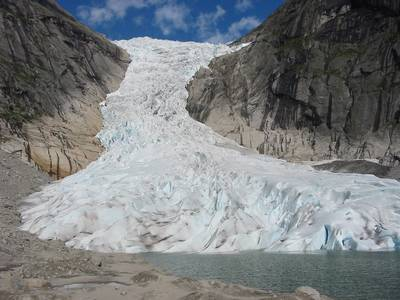
Briksdalsbreen é uma das partes mais populares de Jostedalsbreen

Estas são as maiores geleiras ou glaciares na Noruega continental. Entretanto, as 18 maiores geleiras no Reino da Noruega estão em Svalbard, incluindo a maior geleira na Europa, Austfonna em Nordaustlandet. No total, a Noruega tem em torno de 1.600 geleiras - 900 destas estão na Noruega Setentrional, mas 60% da área de geleira total está ao sul de Trøndelag. 
1% da Noruega continental está coberta por geleiras.
| Nome                              | Área (km²) | Condado na Noruega | Coordenadas          |
| --------------------------------- | ---------- | ------------------ | -------------------- |
| Jostedalsbreen                    | 487        | Sogn og Fjordane   | 61° 40′ N, 6° 59′ L  |
| Vestre Svartisen                  | 221        | Nordland           | 66° 38′ N, 14° 00′ L |
| Søndre Folgefonna                 | 168        | Hordaland          | 60° 00′ N, 6° 20′ L  |
| Østre Svartisen                   | 148        | Nordland           | 66° 38′ N, 14° 00′ L |
| Blåmannsisen (Ålmåjalosjiegŋa)    | 87         | Nordland           |                      |
| Hardangerjøkulen                  | 73         | Hordaland          | 60° 32′ N, 7° 25′ L  |
| Myklebustbreen (Snønipebreen)     | 57         | Sogn og Fjordane   |                      |
| Okstindbreen                      | 46         | Nordland           |                      |
| Øksfjordjøkelen (Ákšovunjiehkki)  | 41         | Finnmark, Troms    |                      |
| Harbardsbreen                     | 36         | Sogn og Fjordane   |                      |
| Salajekna (Sállajiegŋa)           | 33         | Nordland           |                      |
| Frostisen                         | 25         | Nordland           |                      |
| Gihtsejiegŋa                      | 25         | Nordland           |                      |
| Sekkebreen/Sikilbreen             | 24         | Oppland            |                      |
| Tindefjellbreen                   | 22         | Sogn og Fjordane   |                      |
| Simlebreen                        | 21         | Nordland           |                      |
| Tystigbreen                       | 21         | Sogn og Fjordane   |                      |
| Holåbreen                         | 20         | Oppland            |                      |
| Grovabreen                        | 20         | Sogn og Fjordane   |                      |
| Ålfotbreen                        | 17         | Sogn og Fjordane   |                      |
| Fresvikbreen                      | 15         | Sogn og Fjordane   |                      |
| Seilandsjøkelen                   | 14         | Finnmark           |                      |
| Smørstabbrean                     | 14         | Oppland            |                      |
| Strupbreen/Koppangbreen           | 13         | Troms              |                      |
| Gjegnalundsbreen                  | 13         | Sogn og Fjordane   |                      |
| Vestre Memurubreen/Hellstugubreen | 12         | Oppland            |                      |
| Spidstinden                       | 12         | Nordland           |                      |
| Storsteinsfjellbreen              | 12         | Nordland           |                      |
| Jostefonn                         | 12         | Sogn og Fjordane   |                      |
| Midtre Folgefonna                 | 11         | Hordaland          |                      |
| Veobreen                          | 9          | Oppland            |                      |
| Langfjordjøkelen                  | 8          | Finnmark           |                      |